# Gibberelline

ent-Kauren, Vorläufer der Gibberelline

ent-Gibberellan, Grundgerüst der Gibberelline

Gibberellinsäure (GA_{3}), ein wichtiger Vertreter der Gibberelline

Die Gibberelline (Betonung auf der vorletzten Silbe: Gibberelline) sind eine Gruppe von Phytohormonen. Chemisch handelt es sich um Diterpene, die sich formal vom ent-Gibberellan ableiten.

## Geschichte
1935 isolierte der Japaner Teijiro Yabuta erstmals ein Gibberellin als Sekundärmetabolit aus Kulturen des Schlauchpilzes Gibberella fujikuroi (nun reklassifiziert als Fusarium fujikuroi), der Auslöser der Krankheit Bakanae bei Reispflanzen ist. Die von diesem parasitischen Pilz gebildeten und nach ihm benannten Gibberelline führen zu einem starken Wachstum der befallenen Reispflanzen; allerdings knicken diese vor der Blüte bereits ab. Als native Phytohormone in höheren Pflanzen wurden Gibberelline erstmals 1958 entdeckt. Im selben Jahr wurde auch erstmals die Strukturformel eines Gibberellins ermittelt.
Heute gehören zur Gruppe der Gibberelline 136 Substanzen (GAx mit x als laufendem Index in Reihenfolge der Entdeckung des jeweiligen Gibberellins), von denen nur bestimmte, wie GA1, GA3 (Gibberellinsäure) oder GA7, in Pflanzen aktiv sind.

## Biologische Funktion
Gibberelline werden vornehmlich in heranreifenden (Früchte) und heranwachsenden Pflanzenteilen (Blätter, Blüten) gebildet. Transportiert werden sie auch passiv via Xylem und Phloem, meist jedoch aktiv über Transportproteine (Carrier) und Protonen-Cotransporter.
Bei Rosettenpflanzen bestimmen sie nicht nur das Wachstum, sondern auch die Geschlechtsdifferenzierung der männlichen Blüten. Sie fördern die Keimung, indem sie die Speicherstoffmobilisierung des Samens stimulieren. Der Auslöser hierfür können unterschiedliche Umwelteinflüsse sein, bei Samenkeimung beispielsweise Wasserkontakt, bei der Knospung von Blüten z. B. Lichteinfall o. ä.
Die sich formal vom ent-Gibberellan ableitenden Gibberelline werden im pflanzlichen Stoffwechsel jedoch aus dem Diterpen ent-Kauren synthetisiert. Störungen dieses Syntheseweges machen sich im Zwergwuchs von Pflanzen bemerkbar (Zwergmutanten). Werden solchen Pflanzen, die wegen eines Gendefekts kein Längenwachstum zeigen („dwarfs“, siehe Erbsenmutante Kleine Rheinländerin), Gibberelline gespritzt, wächst die Pflanze zu normaler Größe heran. Daraus lässt sich schließen, dass bei Dwarf-Mutanten ein Gen defekt sein muss, das für die Gibberellinsynthese notwendig ist.
Im Obstbau werden Gibberelline zusammen mit Auxin auf fruchtbildende Pflanzen gesprüht. Die Früchte sind daraufhin größer, stehen weiter auseinander und sind kernlos, besitzen also keine Samen (Parthenokarpie).

## Zulassung als Wachstumsregulator in der Landwirtschaft
In Deutschland, Österreich und der Schweiz sind Pflanzenschutzmittel mit Gibberellin A4+A7 als Wirkstoff zugelassen.